# Ялтинский маяк

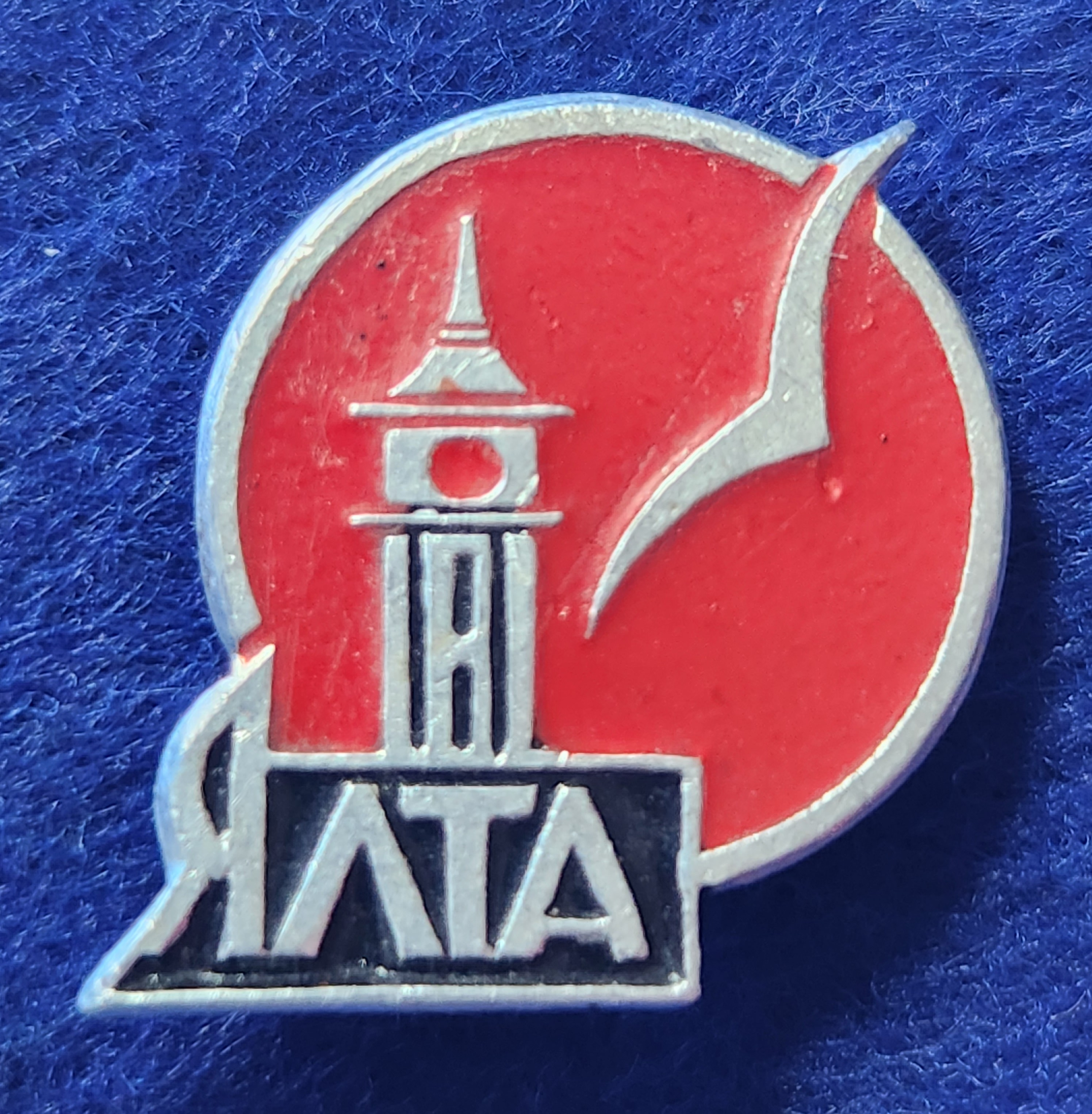
Ялтинский маяк значок

Ялтинский маяк — маяк, установленный на краю бетонного мола у пассажирского порта Ялты, который частично перегораживает вход в Ялтинскую бухту.

## История

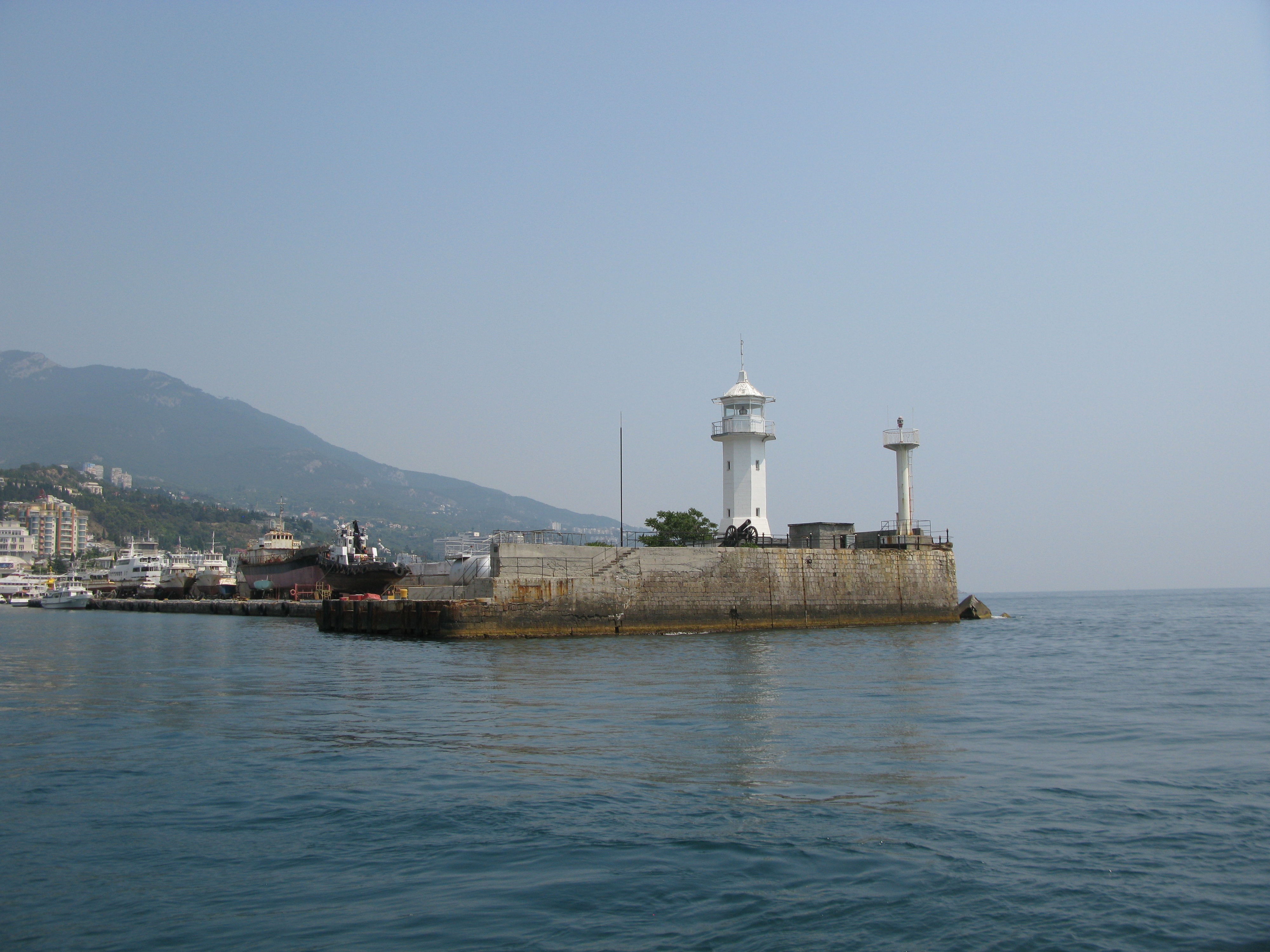
Ялтинский маяк

Основное назначение маяка — обеспечивать безопасное плавание судов вдоль южного берега Крыма и при заходе кораблей в пассажирский порт Ялты.
В конце XIX века было принято решение о строительстве порта и мола в Ялте. Строительством Ялтинского порта и мола, которое велось с 1889 по 1892 год, руководил им инженер, историк и археолог А. Л. Бертье-Делагард. При его участии строились также морские порты в Севастополе и Феодосии.
В 1874 году в Ялте был построен временный портовый маяк, встречающий корабли красным светом.
В 1908 году южную оконечность мола украсила сборная металлическая башня маяка, сохранившаяся до сих пор. Её разбирали лишь на время нацистской оккупации Ялты с 1941 по 1944 годы.